# Libertin (film, 2004)
Libertin (orig. The Libertine [ðə ˈlɪbətiːn Amer ˈlɪbərtiːn]IPA) je britsko-australské historické drama z roku 2004. Svou prvotinu režíroval Laurence Dunmore.

## Synopse
Rok 1660, Anglie. V době restaurace Stuartovců, za panování Karla II. (John Malkovich), působí na londýnském královském dvoře John Wilmot, druhý hrabě z Rochesteru. Pro krále představuje tento zázračný básnický talent velkou naději („Alžběta měla Shakespeara, já mám tebe“). Je tu však jistá obtíž. Hrabě je prostopášník, zhýralec, bohém, alkoholik, syfilitik, neukojený hédonista a volnomyšlenkář. Monarcha jej požádá, aby připravil hru na počest francouzského velvyslance; John v divadle potkává aspirující herečku Elizabeth Barry (Samantha Mortonová) a rozhodne se z ní udělat velkou hvězdu; stanou se milenci. Během představení John způsobí skandál a upadne u dvora v nemilost. Ve svých třiatřiceti letech, než zemře na syfilidu a následky nemírného pití, stává se uctívačem kříže.

## Obsazení
| Johnny Depp        | John Wilmot       |
| John Malkovich     | král Karel II.    |
| Samantha Mortonová | Elizabeth Barry   |
| Rosamund Pikeová   | Elizabeth Wilmot  |
| Tom Hollander      | George Etherege   |
| Johnny Vegas       | Charles Sackville |
| Richard Coyle      | Alcock            |
| Rupert Friend      | Billy Downs       |
| Jack Davenport     | Harris            |

## Recenze
Jan Jílek (A2) hodnotil nekorektní, lascivní dílo, rozbíjející kánon idealizujících historických filmů. Ve společnosti, prosáklé sexem, je Rochester padlým andělem chlípnosti, excelentně zahraný J. Deppem; ten svou postavu obdařil horečnou expresivitou i melancholickou zádumčivostí. Libertin nezapře svůj divadelní původ – dějově patří k střídmějším a drama dokonce tematizuje. Výtvarně jej tvůrci pojali v pošmourných, tmavých tónech.